# Михальчук Віктор Олексійович
Ві́ктор Олексі́йович Михальчу́к (1982—2014) — старший лейтенант Збройних сил України, учасник російсько-української війни.

## Життєпис
Народився 1982 року в селі Піддубці (Луцький район, Волинська область). Протягом 1999—2004 років навчався в Буковинському державному фінансово-економічному інституті — кафедра військової підготовки. В 2002—2003 роках — командир механізованого взводу на БМП.
В часі війни — заступник командира роти, 51-а окрема механізована бригада.
Вночі з 24 на 25 серпня 2014-го у бою за Іловайськ зник безвісти в районі Кутейникове. 3-й батальйон бригади опинився в оточенні у районі Березне — Оленівка під постійним артилерійським обстрілом.
Похований із військовими почестями як тимчасово невстановлений захисник України у Дніпропетровську. Після встановлення особи за тестом ДНК 5 серпня 2015-го перепохований в селі Піддубці.
Без Віктора лишилась дружина Наталія Миколаївна Михальчук і дві доньки дружини від першого шлюбу — з них Ангеліна Ковальчук 2006 р.н.

## Нагороди та вшанування
За особисту мужність, сумлінне та бездоганне служіння Українському народові, зразкове виконання військового обов'язку відзначений — нагороджений
- 15 вересня 2015 року — орденом «За мужність» III ступеня (посмертно).
- Його портрет розміщений на меморіалі «Стіна пам'яті полеглих за Україну» у Києві: секція 3, ряд 10, місце 5
- Вшановується 25 серпня на щоденному ранковому церемоніалі вшанування українських захисників, які загинули цього дня у різні роки внаслідок російської збройної агресії[3]
- Рішенням Волинської обласної ради від 10.12.2020 № 2/21 присвоєно звання «Почесний громадянин Волині» (посмертно).[4]